# Power to the People (John Lennon)
Power to the People è un brano musicale registrato da John Lennon negli studi Apple di Londra, e pubblicato come singolo, il 12 marzo 1971. È il quinto singolo della carriera solista di Lennon.
È entrato nelle classifiche inglesi il 20 marzo 1971, rimanendoci per nove settimane. È pubblicato a nome "John Lennon/Plastic Ono Band", che in questa registrazione comprendeva Lennon, Klaus Voorman, Alan White e Yōko Ono, e prodotto da Phil Spector.
La B-side è Open Your Box nella versione per il mercato inglese e Touch Me negli Stati Uniti. Entrambi i brani sono di Yoko Ono.

## Il brano

### Origine e storia
La canzone fu scritta da Lennon in risposta a una intervista che aveva concesso a Tariq Ali e Robin Blackburn, due giornalisti radicali di sinistra, pubblicata sulla rivista Red Mole (8-22 marzo 1971). Come Lennon stesso spiegò: «Mi sentii ispirato da quello che dissero, anche se molto era retorico. Così scrissi Power to the People nella stessa maniera in cui scrissi Give Peace a Chance, per dare qualcosa da cantare alla gente.»
I sentimenti di Lennon verso la canzone cambiarono con il passare degli anni. In Skywriting by Word of Mouth definì il brano "piuttosto imbarazzante" e diede ragione a Hunter S. Thompson che considerava la canzone un inno popolare "in ritardo di dieci anni."

## Tracce

### Singolo UK
1. Power to the People - 3:15
2. Open Your Box (Yoko Ono) - 3:31

### Singolo USA
1. Power to the People - 3:15
2. Touch Me (Yoko Ono) -

## Cover
- I Minus 5 hanno registrato una cover della canzone per l'album tributo a Lennon Working Class Hero: A Tribute to John Lennon del 1995.

- Il brano è stato reinterpretato anche dai Black Eyed Peas sull'album Instant Karma: The Amnesty International Campaign to Save Darfur.

## Formazione
- John Lennon - voce, chitarra, pianoforte
- Rosetta Hightower e altre coriste - cori
- Bobby Keys - sassofono
- Billy Preston - pianoforte, tastiere
- Klaus Voormann - basso
- Alan White - batteria